# Canal Dortmund-Ems
Le canal Dortmund-Ems (DEK, n°70501) est un canal reliant le port de Dortmund au port fluvio-maritime de Papenburg-sur-l'Ems, à travers la Rhénanie-du-Nord-Westphalie et la Basse-Saxe. Il est exploité par le service de la Navigation de Duisbourg-Meiderich jusqu'à Datteln, et ensuite par le service de la Navigation de Rheine jusqu'à Gleesen, Meppen et Papenburg.

## Tracé
Le canal Dortmund-Ems vient s'embrancher d'une part au port de Dortmund au PK 1,44, et d'autre part dans le bras mort du vieil ascenseur à bateaux de Henrichenburg, à l'extrémité du canal Rhin-Herne. Ce canal artificiel relie de là la vallée de l'Ems à Gleesen, au sud de Lingen, au PK 138,3, mais en s'écartant du lit de l'Ems au bac de Haneke (PK 140). Il forme donc un canal de dérivation de la rivière, en reprenant l'ancien canal Ems-Hase creusé en 1828, jusqu'à l'embouchure de la Hase à Meppen au PK 165,9. Il suit la confluence de la Hase puis le bief canalisé de la Moyenne-Ems jusqu'à l'écluse de Herbrum au PK 213,5. L'Ems maritime porte le canal jusqu'à Papenburg. Le terminus du canal (PK 225,82) coïncide avec l'entrée du chenal maritime, qui possède son propre système kilométrique (UEm-km 0,0). La longueur totale du canal est de 223,45 km. Depuis 1968, c'est un canal de classe IV (européenne), à l'exception de la section entre le port de Dortmund et la déviation du canal Wesel-Datteln qui est en classe Vb. Ainsi le trafic entre Gleesen, le bac de Haneke et Meppen peut se trouver bloqué par les crues de l'Ems.
Le canal Dortmund-Ems comporte 10 biefs :
- Henrichenburg,
- Münster et en remontant vers l'Ems – au nord de la fourche avec le Mittellandkanal à Bergeshövede dans le comté de Tecklembourg au PK 108,4
- écluse de Bevergern,
- écluse de Rodde,
- écluse d'Altenrheine,
- écluse de Venhaus,
- écluse de Hesselte,
- écluse de Gleesen,
- Varloh
- et de Meppen; à cela s'ajoutent 5 barrages-écluses sur l'Ems[3] :
- Hüntel,
- Hilter,
- Düthe,
- bac-de-Bollingen
- et Herbrum.

Il y a enfin une porte de garde au barrage du bac de Haneke, qui est fermée lorsque l'Ems est en crue. La dénivellation avec le bief de partage de Herne – Münster est de 56,5 m. Ce bief de partage est alimenté en eau par la Lippe et par recyclage des sassées par pompage à l’écluse de Münster, ou exceptionnellement par le Rhin via le canal Wesel-Datteln ou l'eau de la Weser par l'intermédiaire du Mittellandkanal (retenue de Münster – Anderten).
Le canal Dortmund-Ems est franchi par 160 passerelles et ponts routiers ou ferroviaires, et par 6 passages de câbles ou de réseaux aériens. Il reçoit les effluents de 59 prises et rejets. Il croise également 139 siphons et passages souterrains (en 2010). En prévision d'accidents ou de décolmatages, 9 batardeaux ont été aménagés : ils permettent d'isoler une partie de bief et d'éviter une vidange générale.
Lors de l'entrée en service du canal Dortmund-Ems en 1899, la section comprise entre le port de Dortmund et le port d'Emden, au PK 265, était appelée « canal Dortmund-Ems ». Dans la basse vallée de l'Ems, au PK 30,3, il y a une antenne fluviale longue de 9 km au niveau de l'écluse à marée d'Oldersum et de l'écluse à marée de Borszum, dans le port d'Emden. Ce tronçon a été creusé à l'époque des toueurs, dont la taille était insuffisante pour manœuvrer en cas de mascaret ou de tempête, particulièrement sur le plateau de Dollart, à l'entrée et à la sortie du port d'Emden. De là part également une antenne du canal Ems-Jade, qui relie Emden à Wilhelmshaven.
L'Ems en aval de Papenburg a toujours été administrée par la présidence régionale d'Aurich, alors que le canal de Dortmund à Papenburg était administré par la Sté DEK à Münster. C'est la raison pour laquelle la loi sur les voies navigables allemandes de 1968 (WaStrG) a reclassé le canal comme voie fédérale entre Dortmund et Papenburg et classé le canal latéral d'Emden comme „canal latéral à l'Ems“. Ainsi l'Ems maritime entre Papenburg et Oldersum ne fait pas partie du canal.
Un véloroute, la voie Dortmund-Ems-Kanal long de 350 km, longe le canal puis l'Ems jusqu'à son estuaire sur la mer du Nord.

## Histoire
Dès 1824–28, un canal latéral à l'Ems, long de  25 km, le canal Ems-Hase (ou canal de Haneken) reliait le bac de Haneken, au sud de Lingen, à la Hase à hauteur de Meppen. Lors de l'inauguration du canal Dortmund-Ems, il fut intégré à la nouvelle liaison.
Le canal Dortmund-Ems, le premier canal à grand gabarit d'Allemagne, n'a été inauguré par l’empereur Guillaume II que sept ans après sa construction, le 11 août 1899. Il était alors en service depuis déjà quelques années. Le haut-bourgmestre d'Emden, Leo Fürbringer, affirmait en 1899 devant la présidence d'Aurich : « Vers la fin avril le premier vapeur de 1200 tonnes, chargé de minerai de fer venant de Suède (...) arrivait ici, et accomplit son parcours en l'espace de trois jours, de sorte que le premier minéralier a été accueilli à Dortmund le 3 mai 1899. » Ce canal avait été creusé pour décharger la ligne de chemin de fer, saturée et ne pouvant assurer à elle seule l'acheminement de la production du bassin de la Ruhr, et pour remédier au manque de débouchés du charbon de la Ruhr, qui subissait depuis les années 1880 la concurrence des importations de houille du Royaume-Uni. D'autre part, la Ruhr avait un besoin vital de minerai de fer, que l'on importait : c'était en particulier la sidérurgie de l'est du bassin industriel qui, contrairement aux aciéries établies sur le Rhin, pâtissait de sa situation.
L'augmentation continue et inattendue du flux de marchandises a nécessité par la suite de multiples recalibrages du canal Dortmund-Ems (on transportait dès 1943 environ annuellement 18 000 000 t par le canal, au lieu des 4 500 000 t pour lesquels il avait été conçu), à la fois du fait de la taille accrue des chalands, de la transition, juste après la Seconde Guerre mondiale, entre le halage et les automoteurs plus rapides et finalement de la systématisation des convois multi-barges au début des années 1970. Le point névralgique du canal a toujours été le tronçon sud, entre Dortmund-Herne et l'embranchement du Mittellandkanal à Bergeshövede, qui est un barreau de la liaison est-ouest du réseau fluvial allemand. Le tronçon Nord n'est devenu important qu'après 1945, pour le développement des forges de la Ruhr, dont Emden était le terminal maritime par où arrivait le minerai de fer.
Dès 1915, entre Münster et Gleesen, on avait porté le gabarit des premières écluses de 67 × 8,60 m à 165 × 10 m. Münster obtint une troisième écluse de 225 × 12 m en 1926. Dans le cadre de la réalisation du tronçon Nord, après la Seconde Guerre mondiale, les biefs entre Varloh et Herbrum furent équipés entre 1952 et 1966 d'une deuxième écluse de 165 × 12 m, et par la même occasion on aménagea à Teglingen une paire d'écluses de 165 m et de 100 m de longueur utile, avec une hauteur de chute de 7,50 m, afin de désenclaver l'ancien bief de Meppen. Finalement les deux écluses de Münster, trop petites, ont été remplacées par une écluse double dont les sas mesurent 190 × 12,50 m ; elles rachètent une hauteur de chute de 6,20 m. Les portes amont sont équipées d'un clapet déversant, les portes aval sont des portes busquées. Par recyclage d'un sas à l'autre, ces écluses, au lieu de consommer 16 000 m3 d'eau, n'en échangent plus que 8 000 m3 par sassement. Le premier sas a été mis en service en 2009, le second au mois d'avril 2014.
L'aménagement des sections du canal Dortmund-Ems s'avéra très long. En 1927, pour homogénéiser la flotte avec celle du Rhin, les autorités allemandes décrétèrent une nouvelle classe de gabarit fluvial : les automoteurs de 1 500 t. Pour limiter les acquisitions foncières, on adopta sur les biefs existants du tronçon sud un élargissement par profil réduit, avec rempiètement en palplanches d'un seul côté du canal. Il fallut en outre moderniser les toueurs, les ouvrages de décharge aux écluses, et élargir les ponts ; et d'ailleurs, l'augmentation du mouillage nécessitait le relèvement d'une majorité de ponts. Mais si par endroits les ponts-canaux, les chemins de halage et les aqueducs de décharge laissaient encore une largeur du chenal de 18 m, le reste du canal dut être entièrement recreusé aux bonnes dimensions.
Des sept tronçons dédoublés du canal, le premier fut creusé en 1937 à Olfen, sur une longueur de 8 km ; ses digues sont par endroits surélevées, et elle franchit grâce à quatre ponts-canaux la Lippe, la Stever et deux routes. Du fait de la guerre, les sept derniers kilomètres séparant Lüdinghausen et Senden ainsi que le bras de décharge de Hiltrup n'ont été creusés qu'après la guerre. Aujourd'hui, l'ancien canal de Hiltrup, désaffecté, ne fait l'objet que d'entretiens mineurs, et constitue pour l'essentiel un biotope.
La réparation des dommages de guerre, après 1945, représente une période d'intense activité. Outre les digues éventrées du canal, qui laissaient certains biefs vidés de leur eau, il y avait les ponts détruits, qui non seulement bloquaient le trafic routier, mais empêchaient même la réparation du canal. Sur le seul tronçon Dortmund–Gleesen, 150 ponts avaient été dynamités. L'armée d'occupation britannique s'affaira au déblaiement du canal, de sorte qu'au début de l'année 1946 la navigation pouvait reprendre. En 1956, 70 % des ponts étaient déjà reconstruits, et à la fin de 1960, 90 %.

## Galerie

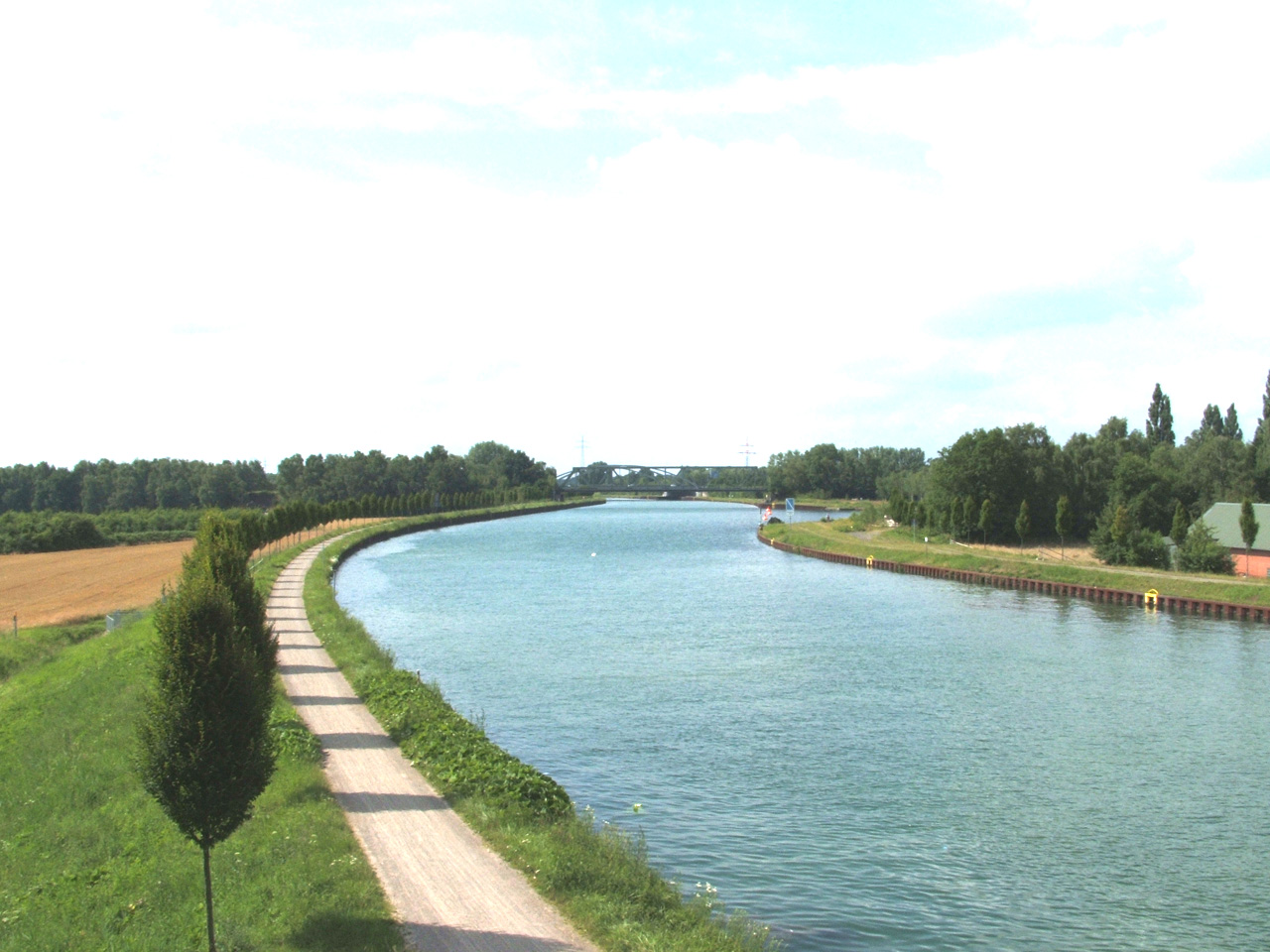
L'ancien quai à charbon de Schwieringhausen.
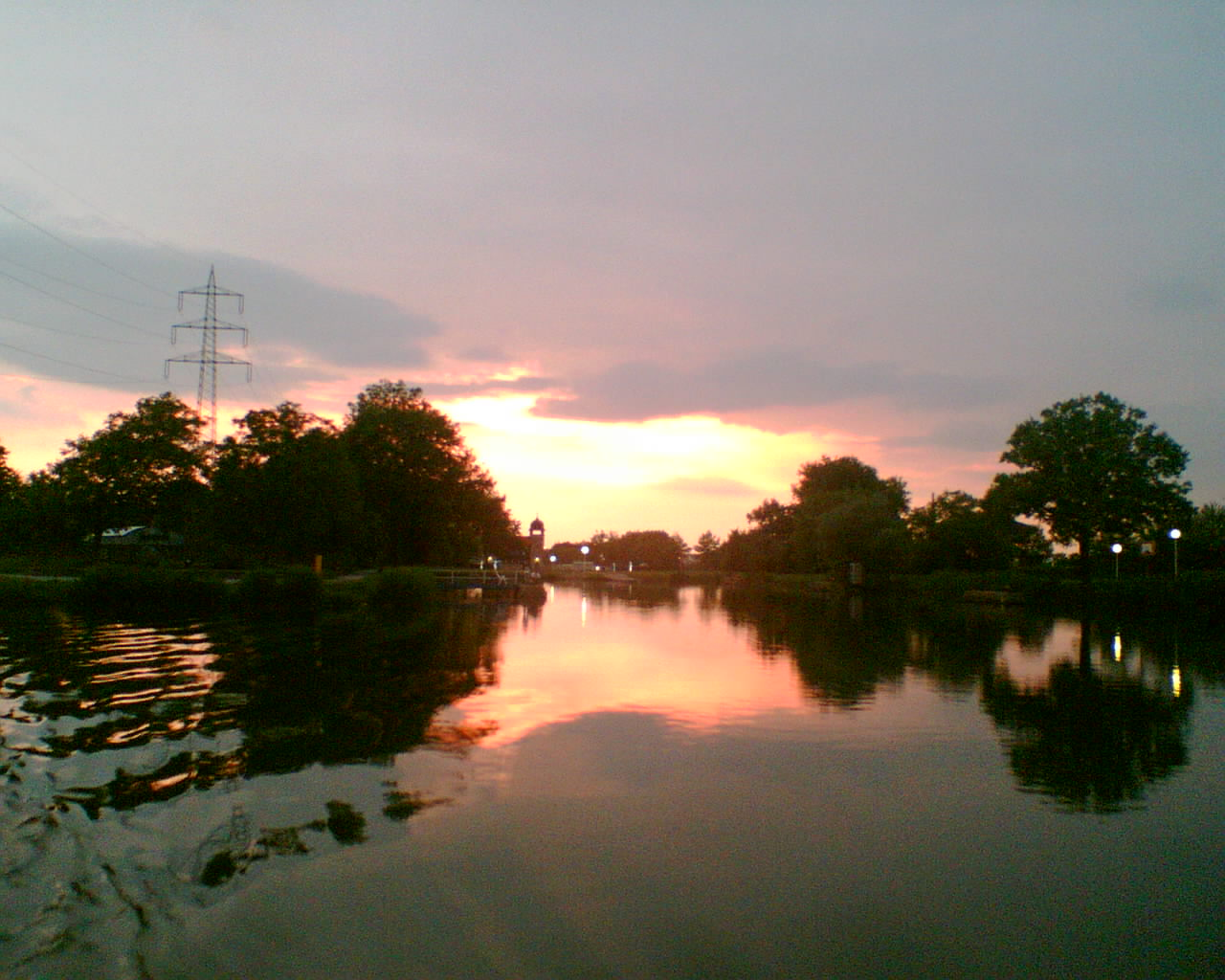
Ambiance crépusculaire : le canal près de l'ascenseur à bateaux de Henrichenburg.
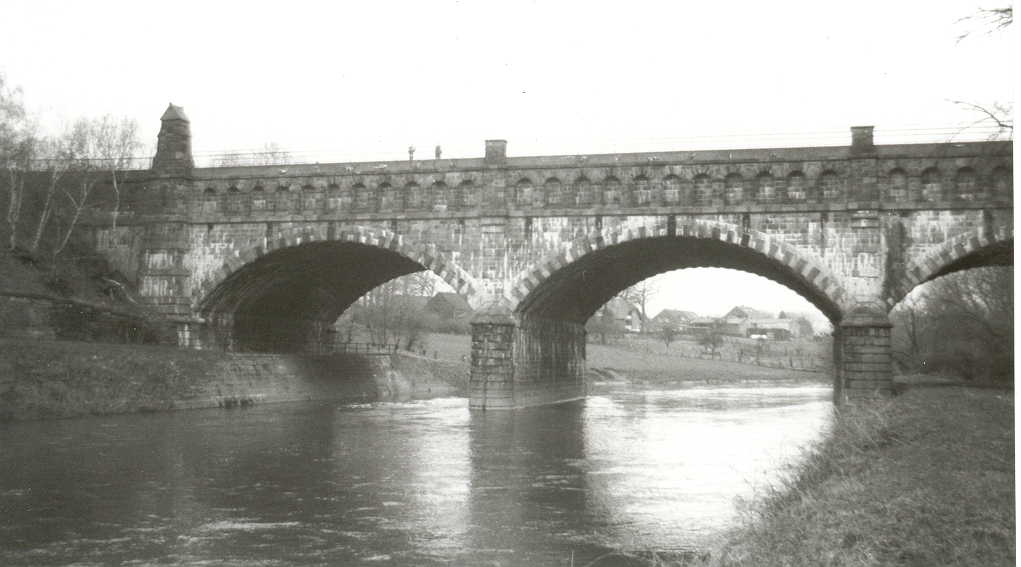
Le pont-canal[3] de la Lippe à Datteln.
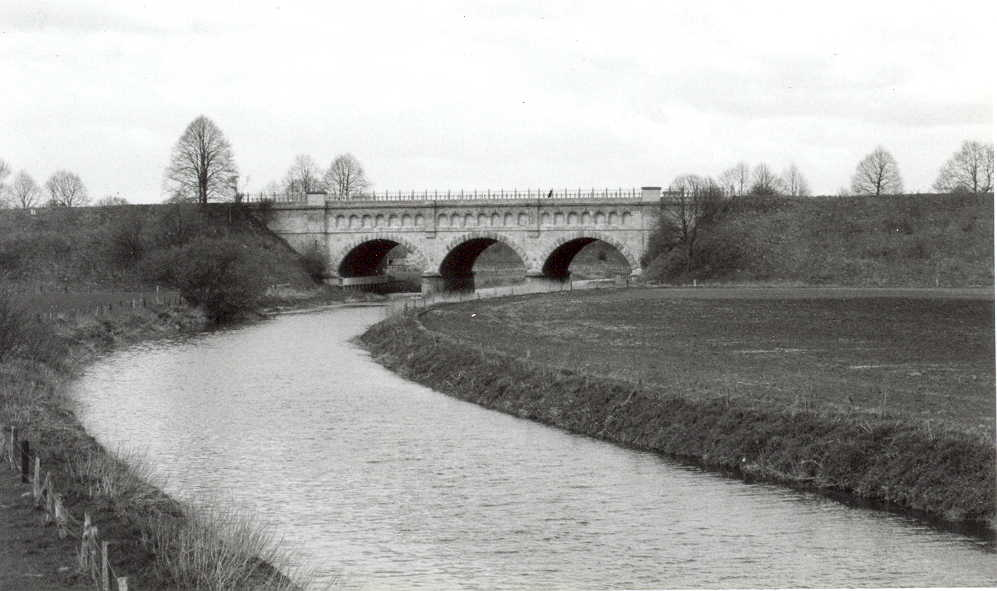
Le pont-canal franchissant la Stever à Olfen.
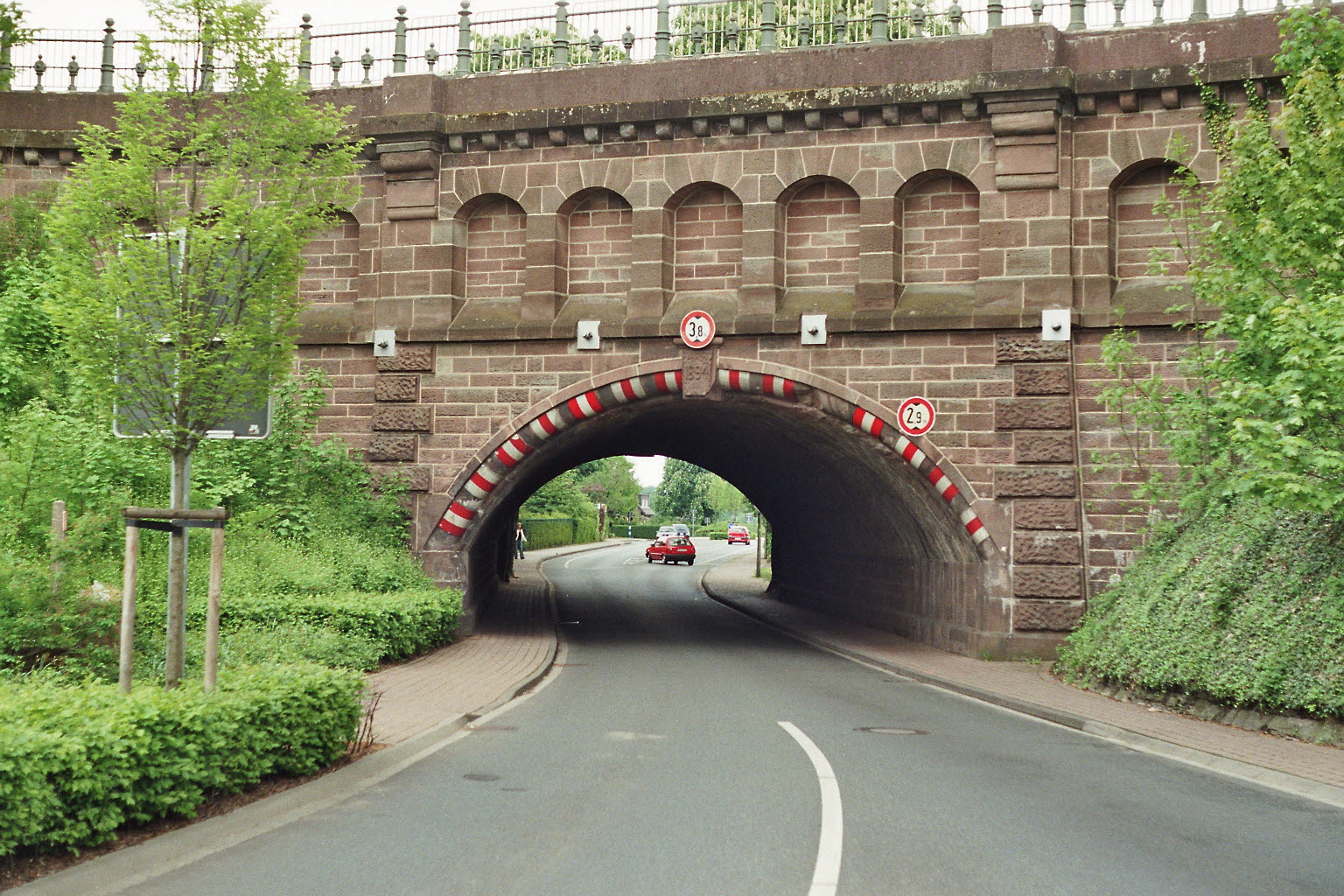
Le pont-canal franchissant l'ex-B 235, Olfen
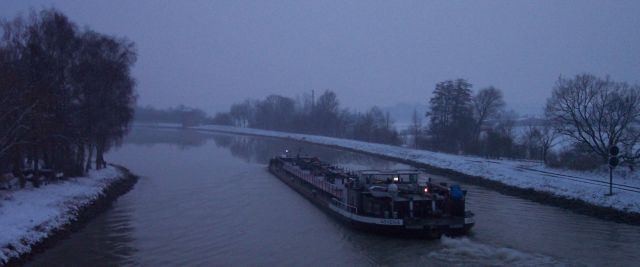
Le canal Dortmund-Ems à Lüdinghausen
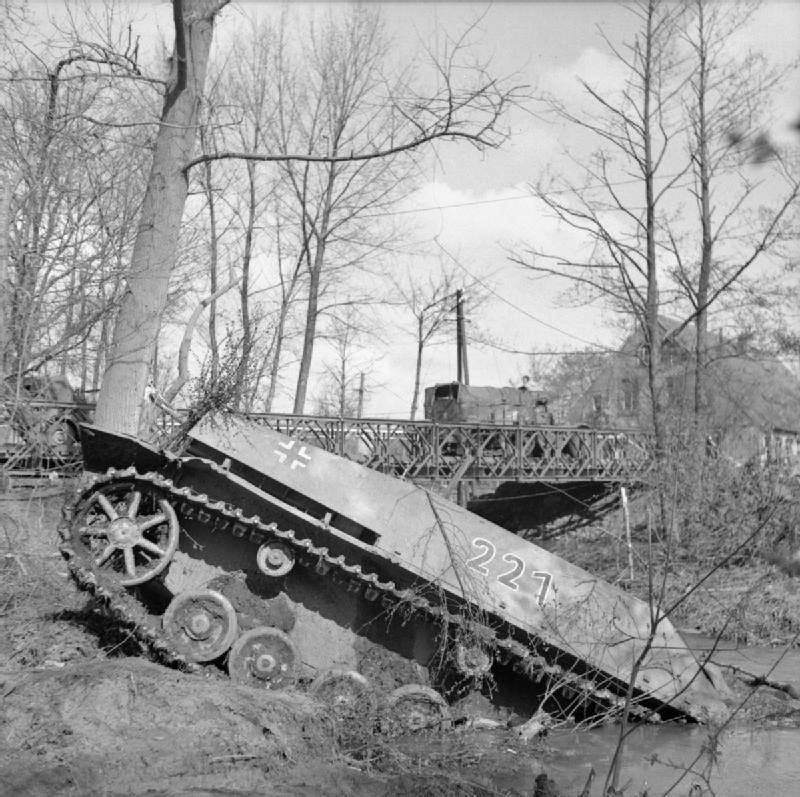
Un panzer détruit et le pont Bailey à Dreierwalde au mois d’avril 1945.
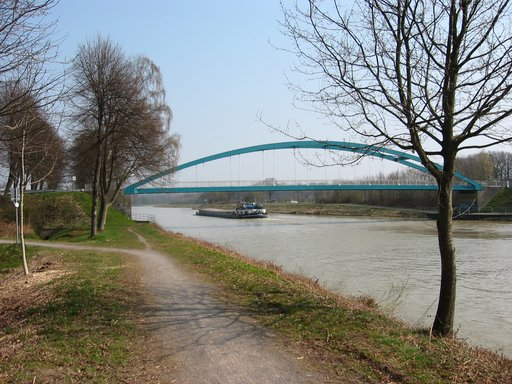
Le canal Dortmund-Ems à Senden dans le Münsterland.
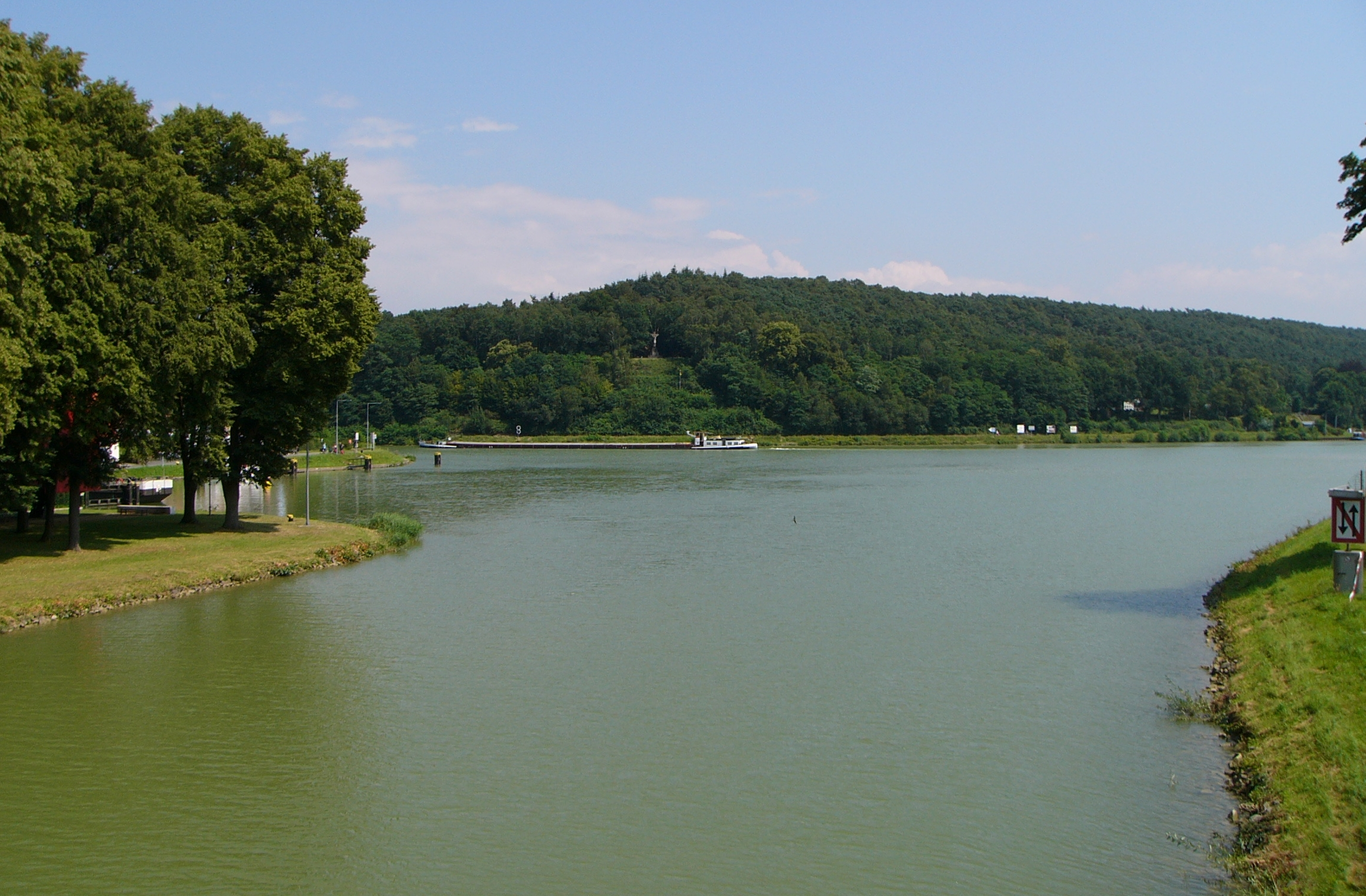
Nasses Dreieck: bifurcation entre le Mittellandkanal et le Dortmund-Ems.
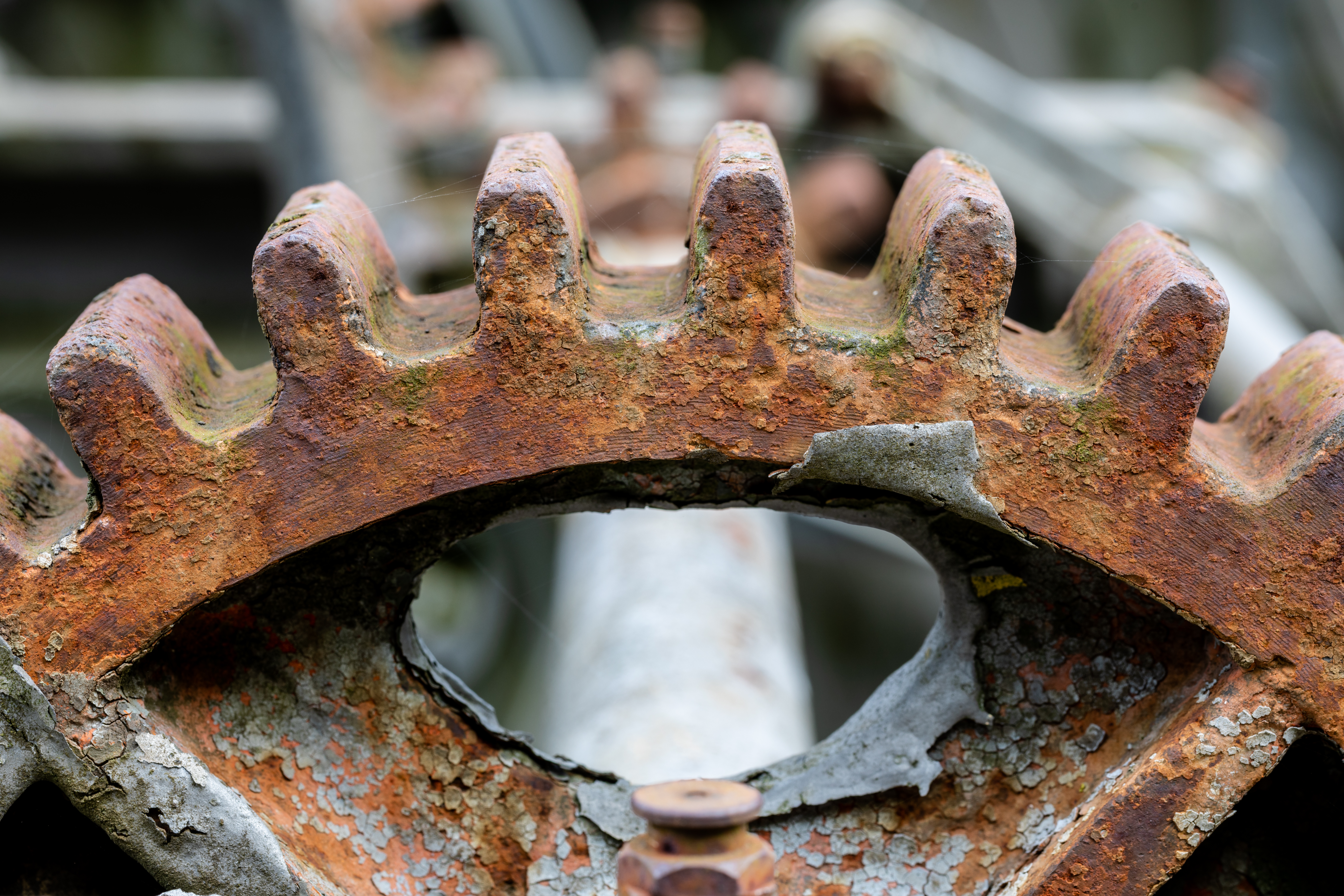
Détail d'un barrage de sécurité sur le canal Dortmund-Ems près de Greven. Aout 2021.